# Ефорие
Ефорие (на румънски: Eforie; с исторически названия: Беиле Мовиле, Кармен Силва, Василе Роаице) е град и морски курорт на Черноморското крайбрежие, в окръг Констанца, Румъния. Той се намира на около 14 км южно от Констанца. Езерото Текиргьол с калолечебницата си се намира в непосредствена близост.

## География
Ефорие се разполага по тясната земна ивица между соленоводния лимана Текиргьол и Черно море, като с времето курортното и жилищно строителство постепенно се разпространява по южния и северния бряг на крайморското езеро. По същата тази земна ивица преминава шосе Е87, свързващо Констанца с Мангалия.

## История
Южната част на града е наричана Ефорие Суд на румънски: Eforie Sud. Тя е основана от аристократа Йон Мовиле през 1899 г., когато той издига спа-хотел под името Беиле Мовиле. През 1928 година курортът е преименуван на Кармен Силва по личното име на кралицата на Румъния Елизабет. През 1950 г., след установяване на Социалистическа република Румъния, името на града е променено отново в Василе Роаице в чест на железничар, застрелян по време на стачка през 1933 г. През 1962 г. градът е преименуван отново в Ефорие Суд.

## Администрация и демография
През 1966 г. град Ефорие е създаден чрез сливане на южната и северната част на курорта. Официално общинският град се състои от Eфорие Суд, Ефорие Норд, административен център и околните села. Много други хотели са построени тук в продължение на годините, повечето от тях по време на комунистическия режим.
Според последното преброяване от 2011 г. Ефорие има следната демографска структура:
| Националност | - | Дял    |
| ------------ | - | ------ |
| румънци      | - | 80,61% |
| татари       | - | 3,55%  |
| роми         | - | 3,25%  |
| турци        | - | 2,2%   |
| други        | - | 10,36% |

Структура на населението според вероизповеданието:
| Религия     | - | Дял    |
| ----------- | - | ------ |
| православни | - | 81,24% |
| мюсюлмани   | - | 6,53%  |
| други       | - | 12,22% |

## Курорт
Типично черноморските топло лято със средна температура 23 °C и мека зима (2 °C) и необилните валежи (400 мм годишно) превръщат Ефорие в подходящ климатичен курорт за слънцелечние, аеротерапия, гроздолечение, калолечение и санаториален туризъм.

## Образование и спорт
Гимназия „Кармен Силва“ е единственото училище в Ефорие Суд. Друго общообразователно училище е разположено в Ефорие Норд. Освен много летни спортове като плажен футбол, градът има футболен клуб, състезаващ се под името КС Ефорие в Лига С III.

## Галерия
- Община Ефорие в Жудец Кюстенджа
- Ефорие Суд
- Гледка към плажа
- Вълнолом